# Weldon Spring
Weldon Spring é uma cidade localizada no estado americano de Missouri, no Condado de St. Charles.

## Demografia
Segundo o censo americano de 2000, a sua população era de 5270 habitantes.
Em 2006, foi estimada uma população de 5345, um aumento de 75 (1.4%).

## Geografia
De acordo com o United States Census Bureau tem uma área de
21,6 km², dos quais 20,5 km² cobertos por terra e 1,1 km² cobertos por água. Weldon Spring localiza-se a aproximadamente 188 m acima do nível do mar.

## Localidades na vizinhança
O diagrama seguinte representa as localidades num raio de 12 km ao redor de Weldon Spring.